# Hyllisia koui
Hyllisia koui är en skalbaggsart som beskrevs av Stefan von Breuning 1963. Hyllisia koui ingår i släktet Hyllisia och familjen långhorningar.
Artens utbredningsområde är Laos. Inga underarter finns listade i Catalogue of Life.